# Antea (Parmigianino)
Antea (portret van een jongedame) (Italiaans: Antea (Ritratto di giovane donna)) is een schilderij van de Italiaanse kunstschilder Parmigianino, geschilderd rond 1535, olieverf op linnen, 136 x 86 centimeter groot. Het betreft een portret van een voornaam geklede, nooit nader geïdentificeerde vrouw. Het schilderij behoort tot de collectie van het Museo di Capodimonte te Napels. Tijdens de Tweede Wereldoorlog werd het door de nazi’s te Monte Cassino in beslag genomen en overgebracht naar Berlijn. In 1945 werd het werk teruggevonden in een zoutmijn in het Oostenrijkse Altaussee.

## Antea
Antea was een beroemde, als buitengewoon mooie beschreven courtisane uit het zestiende-eeuwse Rome, die onder andere genoemd wordt in de geschriften van Benvenuto Cellini en Pietro Aretino. Een kledinganalyse door de Italiaanse kunsthistoricus Ferdinando Bologna (1925) toonde echter aan dat de jongedame op het hier besproken portret gekleed is volgens de mode aan het Italiaanse hof in de eerste decennia van het cinquecento, en naar alle waarschijnlijkheid niets met prostitutie te maken heeft.
Het portret wordt tegenwoordig gedateerd rond 1535, een periode toen Parmigianino in Parma werkzaam was, maar onderzoek naar de naam Antea in de annalen van de Parmezaanse adel van die tijd, alsook in die van Rome, leverde geen enkel resultaat op. Aangenomen wordt dan ook dat de titel van het schilderij kort na Parmigianino's dood werd toegevoegd, als noodoplossing, toen identificatie van het model niet meer mogelijk bleek. Een bewering uit 1671 als zou het om de geliefde van Parmigianino gaan, ontbeert ook elk bewijs. "Voorstelbaar is wel", schrijft kunsthistoricus Roland Kanz, "dat men speculeerde over een mogelijke verhouding tussen ‘Antea’ en Parmigianino, mede gezien diens losse levenswandel en de bijzondere fascinatie die uitgaat van het portret.
Gesuggereerd is ook wel dat het model dezelfde persoon zou kunnen zijn als het meisje dat links naast zijn eveneens rond 1535 geschilderde Madonna met de lange nek staat afgebeeld, hetgeen zou kunnen betekenen dat de jonge vrouw ook buiten het Antea-portret als model gediend zou kunnen hebben.

## Afbeelding

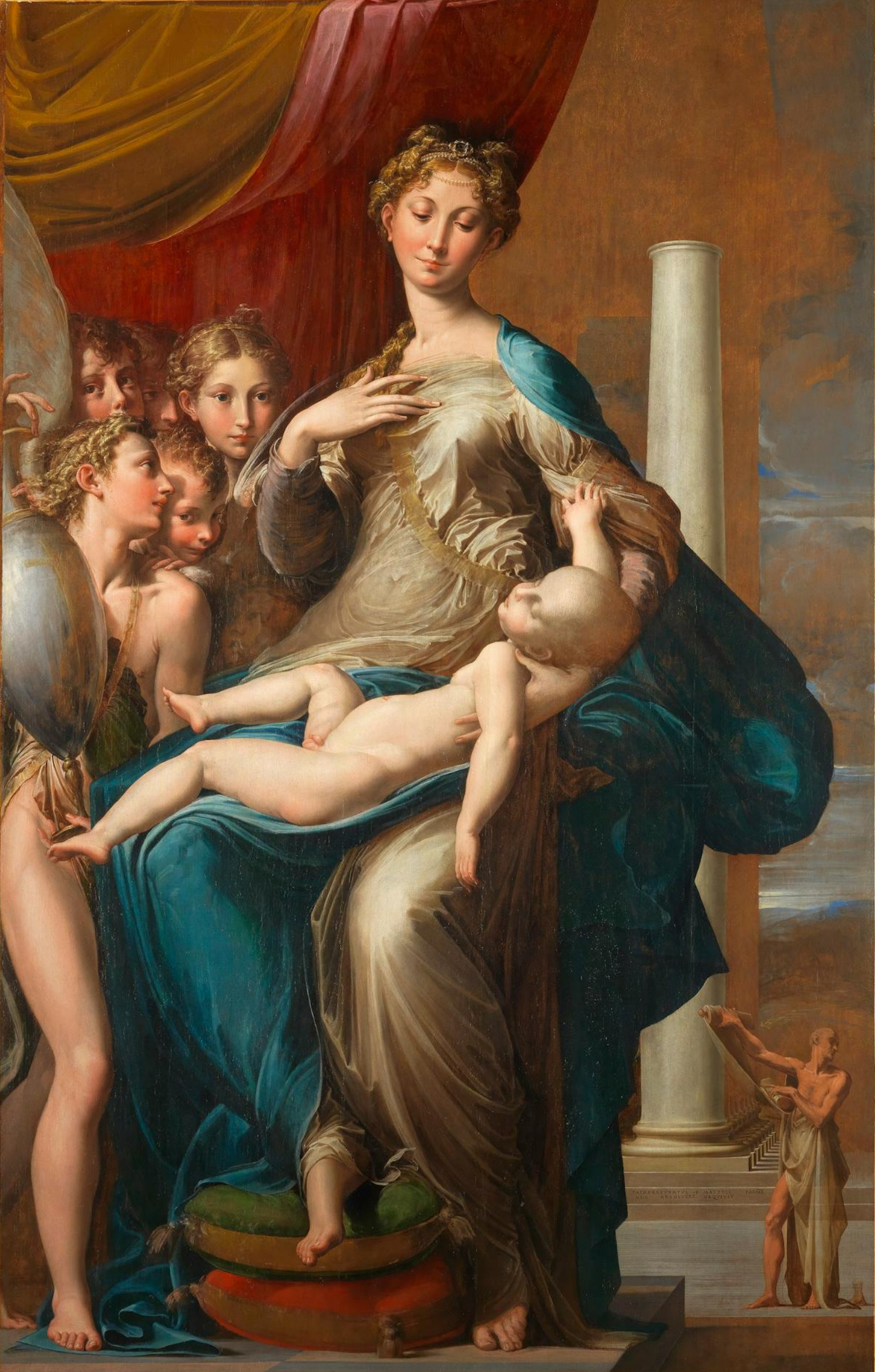
Parmigianino's Madonna met de lange nek. In het midden mogelijk hetzelfde model als voor Antea.

Het type portret doet een officiële opdracht vermoeden. De jongedame wordt afgebeeld tegen een donkergroene egale achtergrond, afgesneden bij de knieën. Ze is gekleed in een voornaam gewaad, met een gele jurk van satijn met geweven gouddraad. Het bovenste deel van het kleed heeft een ruitjespatroon, terwijl ze op haar heupen een smalle witte schort draagt. Er is een sterke benadrukking van de verticale lijnen. De manchet is geplooid en geborduurd.
Over haar rechterschouder, die onnatuurlijk breed is uitgevallen, draagt het model een martervel met kop, waarmee Parmigianino een merkwaardig, bijna luguber antecedent aanbrengt. Aan de neus van de marter zit een ring met een ketting eraan, die ze met haar rechterhand vasthoudt. Deze rechterhand draagt een handschoen, terwijl de andere hand bloot is en elegant beneden haar boezem naar de halsketting grijpt. Aan haar pink draagt ze een ring en ook heeft ze twee hangende oorbellen in. In haar zorgvuldig gekapte haar is een diadeem verwerkt. De benadrukking van de rijkdom in kleding en kostbaarheden is onmiskenbaar en maakt duidelijk dat het om een dame van stand gaat. Haar jeugdigheid doet vermoeden dat ze nog niet getrouwd is. Het portret illustreert bij uitstek Parmigianino's vaardigheid om maagdelijke schoonheid af te beelden zoals die in die in de hoofse literatuur uit die tijd gold als ideaal voor de vrouw: lieftallig, onderricht, bescheiden, hoffelijk en goed opgevoed.
Parmigianino toont zich in Antea een meester in het weergeven van texturen en legt een uitzonderlijke kleurbehandeling aan de dag. Wat zijn portret echter bijzonder maakt is de intense, bijna verschrikte blik waarmee de jongedame naar de toeschouwer kijkt. Bij alle afstand die de maatschappelijke stand toentertijd van zijn modellen verlangde, is het de kunstenaar uitstekend gelukt om met psychologisch gevoel en veel nuance een bijzonder individualistisch portret te creëren.